# Zumpango (Guerrero)
Zumpango es una localidad del estado mexicano de Guerrero. Es parte del municipio de Olinalá.

## Toponimia
El nombre «Zumpango» proviene de los términos en náhuatl: tzompantli, altar donde se colocan cráneos; co, lugar. Su significado es «lugar del Tzompantli».

## Demografía
| Gráfica de evolución demográfica |
|                                  |

| Censo | Población |
| ----- | --------- |
| 1940  | 369       |
| 1950  | 478       |
| 1960  | 624       |
| 1970  | 702       |
| 1980  | 940       |
| 1990  | 1 144     |
| 2000  | 1 255     |
| 2010  | 1 144     |
| 2020  | 1 158     |